# Тхэ Су Ньейн
Тхэ Су Ньейн (род. 24 мая 2007) — мьянманская модель и победительница конкурса красоты. 

## Биография
В декабре 2023 года она была коронована как Мисс Гранд Мьянма 2024 и представила страну на международном конкурсе Мисс Гранд Интернешнл 2024, где заняла третье место. Позднее её титул был отозван организаторами за неподобающее поведение.